# الجمعية الطبية الملكية
الجمعية الطبية الملكية (بالإنجليزية: Royal Medical Society)‏ هي جمعية مهنية يديرها طلاب مدرسة طب جامعة إدنبرة، وتهدف إلى تطوير المعرفة الطبية وتقديم العون إلى طلبة الطب وممارسيه.

## تاريخ الجمعية
أُسست الجمعية سنة 1737 تحت اسم "الجمعية الطبية"، وحصلت على ميثاق ملكي سنة 1778. وتعتبر الجمعية نفسها أقدم جمعية طبية في المملكة المتحدة، وهو ما تقول به أيضًا جمعية الصيادلة (بالإنجليزية: Society of Apothecaries)‏ بلندن. يرأس الجمعية في دورتها الحالية (الدورة 280) السيد مايكل دياس، وهو طالب بالسنة الرابعة بمدرسة الطب.

## أعضاء بارزون
- بنجامين فرانكلين
- تشارلز داروين
- جوزف ليستر
- جوزيف فينغلوس
- فرانسيس هوم

## وصلات خارجية
- الموقع الرسمي (بالإنجليزية)